# Odtahovací nerv
Odtahovací nerv (latinsky: nervus abducens), jinak též VI. hlavový nerv, je hlavový nerv zodpovědný za některé oční pohyby. Inervuje pouze sval musculus rectus lateralis („postranní přímý sval oční“). Tento nerv vychází ze spodiny IV. mozkové komory a má tedy svůj původ v mozkovém kmeni, z něhož vystupuje na rozhraní prodloužené míchy a mostu.
Odtahovací nerv působí tzv. abdukci bulbu, otáčí oční koulí zevně tahem m. rectus lateralis. Přetětí tohoto nervu způsobuje konvergentní šilhání, protože se poruší rovnováha mezi svaly, jež bulvy táhnou od sebe a k sobě. Objevuje se i dvojité vidění (diplopie).